# Prati
Prati är en stadsdel i nordvästra Rom och tillika ett av Roms rioni. Under antiken bestod området av vingårdar och ängsmark. Det senare heter pratum på latin.

## Kyrkor i urval
- San Gioacchino in Prati
- Sacro Cuore del Suffragio
- Santa Maria del Rosario in Prati
- Beata Vergine Maria del Carmine
- San Giuseppe Calasanzio in Prati
- Santa Maria Assunta delle Suore di San Giovanni Battista
- Santa Maria Immacolata del Istituto Scolastico Nazareth

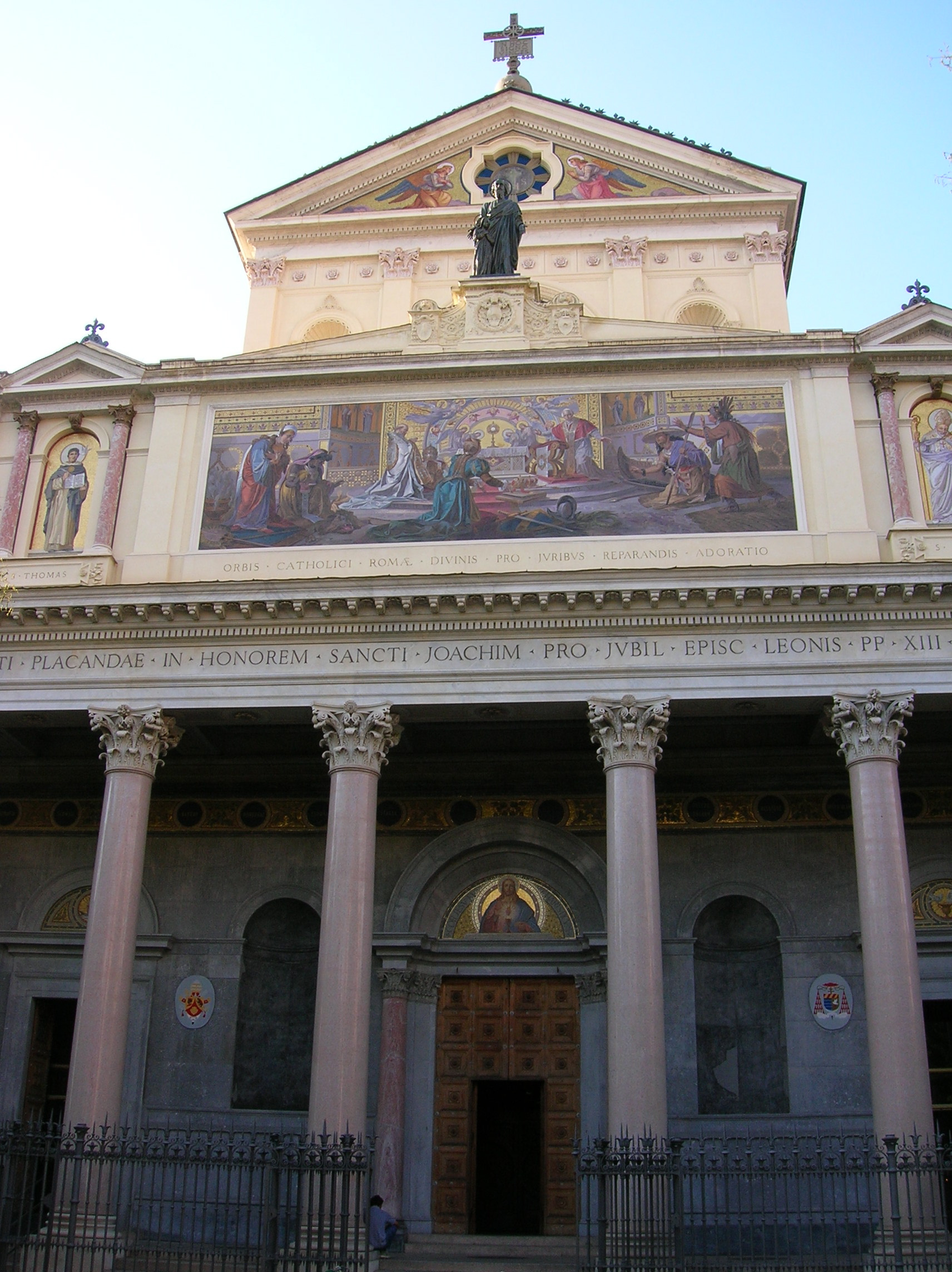
San Gioacchino in Prati.
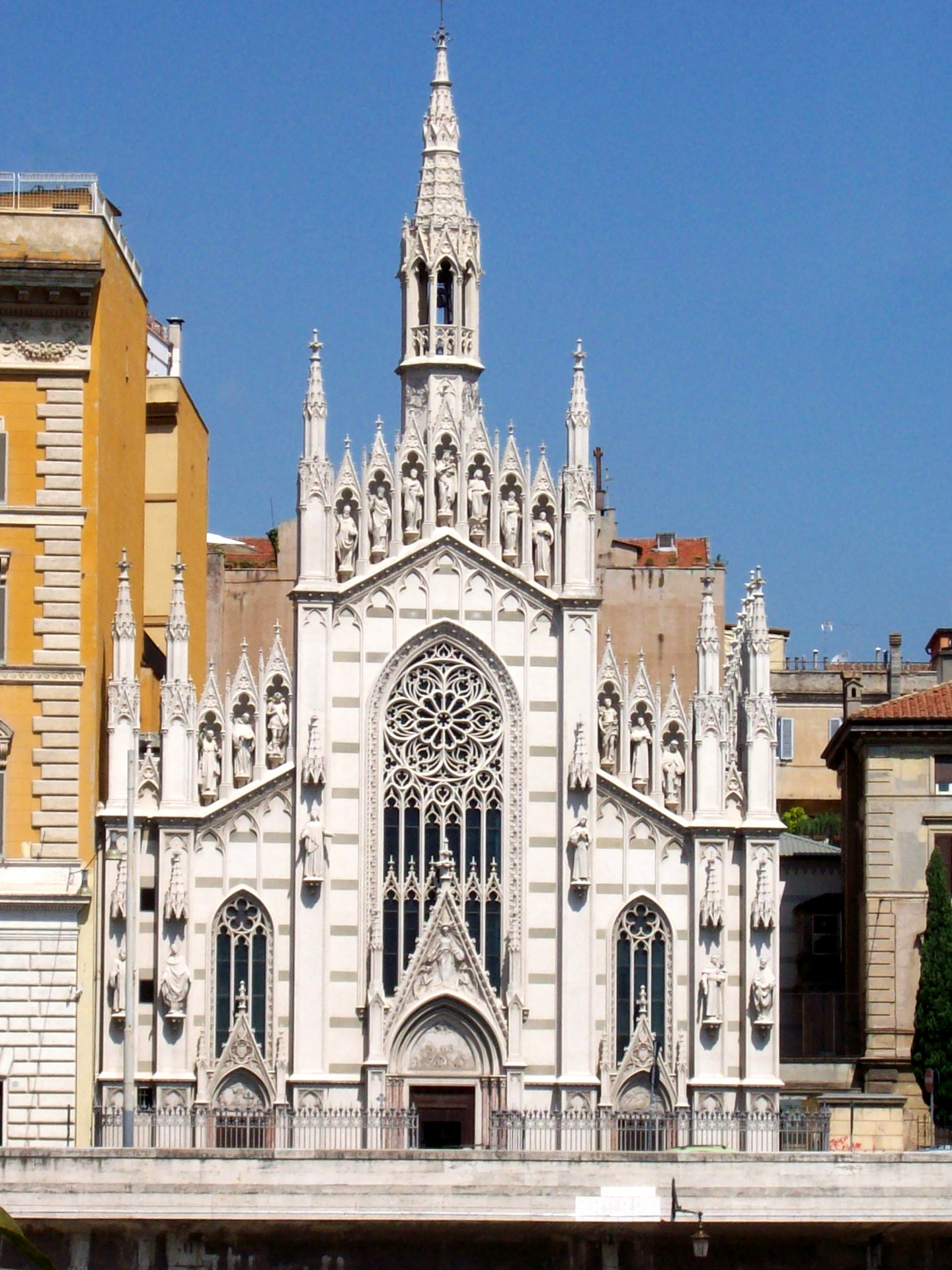
Sacro Cuore del Suffragio.
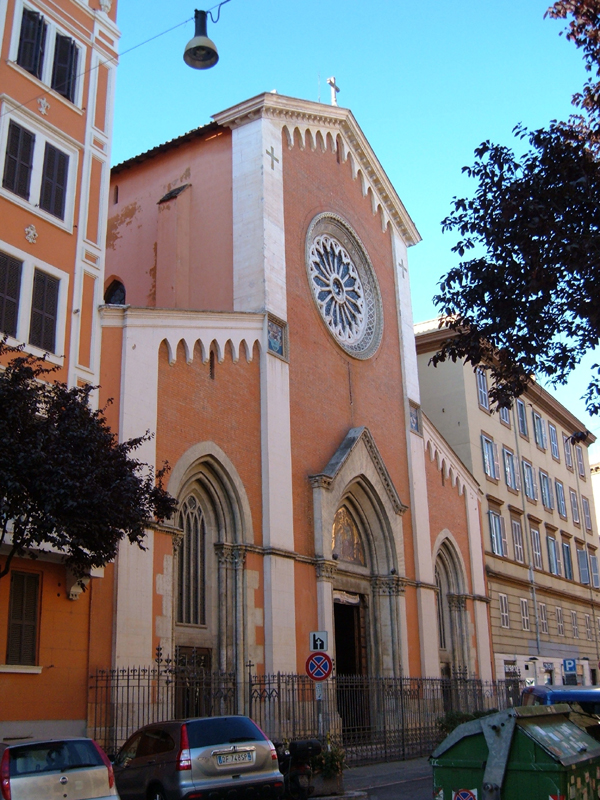
Santa Maria del Rosario in Prati.
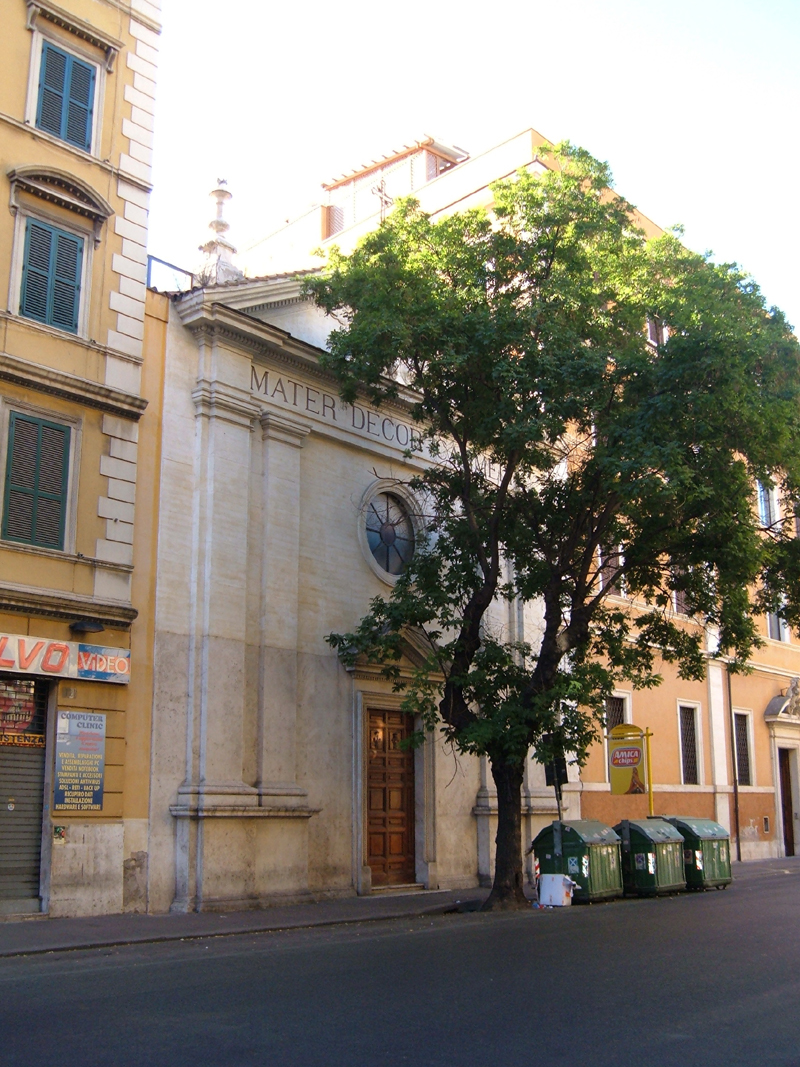
Beata Vergine Maria del Carmine.
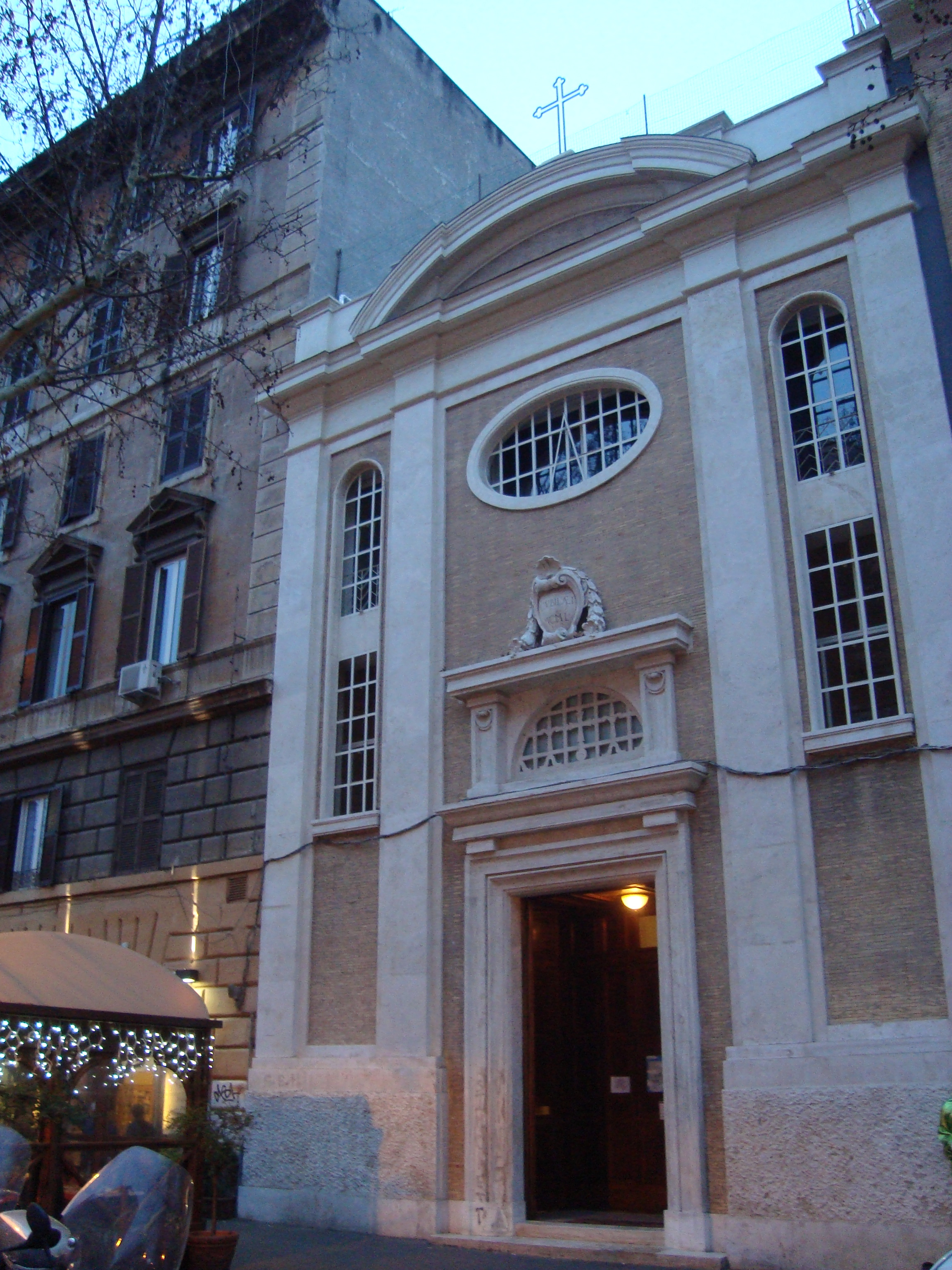
Santa Maria Assunta delle Suore di San Giovanni Battista.

## Byggnadsverk i urval
- Teatro Adriano
- Palazzo di Giustizia